# 王启成
王启成（1957年—），山东费县人，汉族，中华人民共和国政治人物、第十一届全国人民代表大会山东地区代表。
毕业于湖南大学工业与民用建筑专业。加入九三学社。担任临沂市规划局副局长。2008年起担任全国人大代表。